# Stenolophus humidus
Stenolophus humidus es una especie de escarabajo de tierra del género Stenolophus, tribu Harpalini, subfamilia Harpalinae. Fue descrita científicamente por Hamilton en 1893.
La especie se mantiene activa durante los meses de abril, mayo, junio, julio, agosto y septiembre.

## Distribución
Se distribuye por Estados Unidos y Canadá.